# Gricenfor
Gricenfor ist ein osttimoresischer Suco im Verwaltungsamt Nain Feto (Gemeinde Dili) und ein Ortsteil der Landeshauptstadt Dili. Gricenfor wurde 2004 aus den Sucos Bairo Central (Bairo Sentral), Bairo dos Grilos (Bairo dos Grilhos) und Bairo Formosa gebildet.

## Geographie

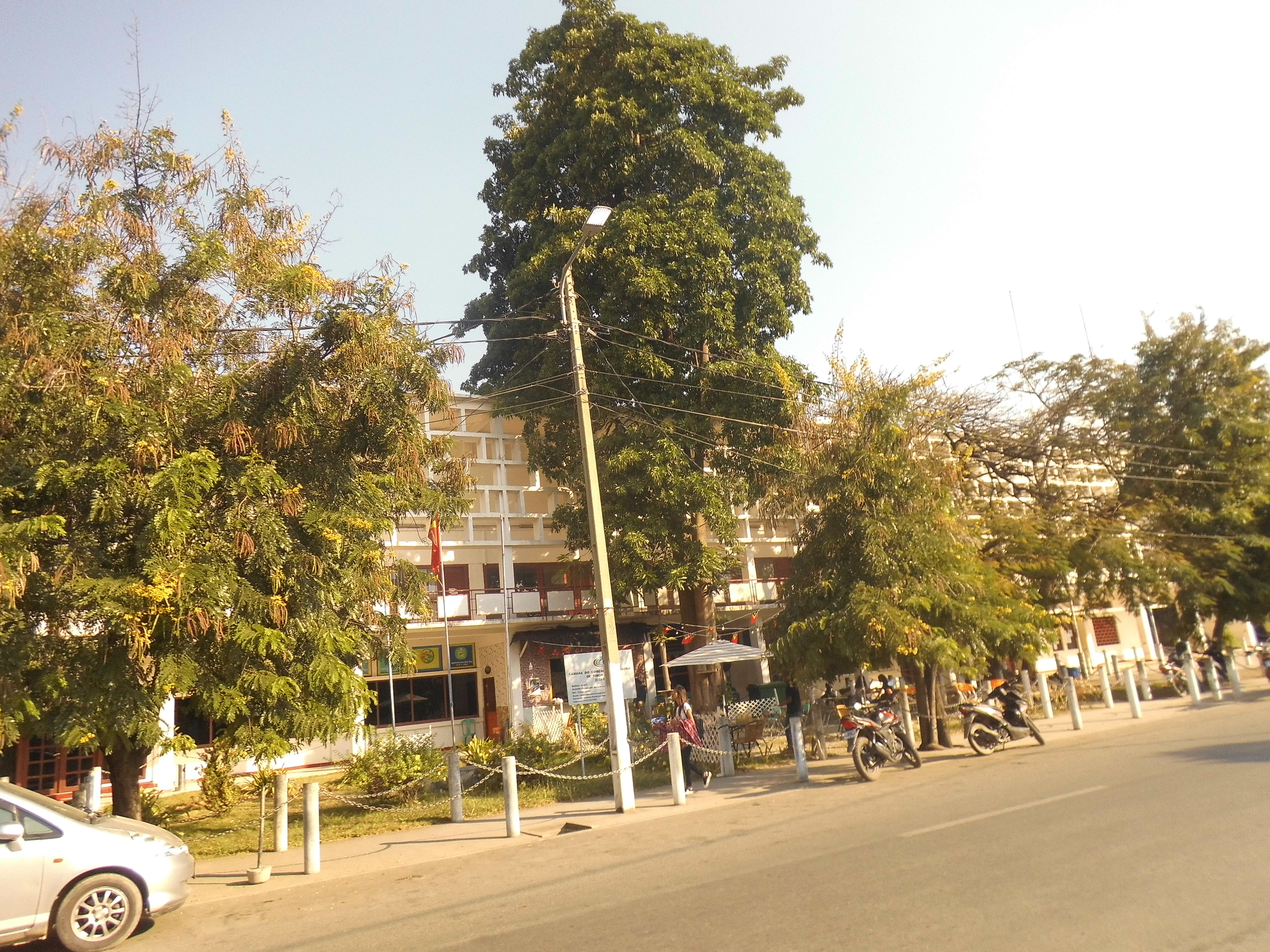
Entlang der Rua 30 de Agosto beim ACAIT

Gricenfor liegt im Norden des Verwaltungsamts Nain Feto. Nördlich liegt, jenseits der Rua 30 de Agosto (ehemals Av. Dr. António da Câmara), der Suco Bidau Lecidere, im Osten und Südosten, jenseits der Rua de Bé-Mori und der Travessa de Amizade, der Suco Acadiru Hun, im Süden, jenseits der Avenida 20 de Maio, der Suco Santa Cruz und im Westen, jenseits der Avenida Xavier do Amaral (ehemals Avenida Bispo Medeiros), an das Verwaltungsamt Vera Cruz mit seinen Sucos Colmera und Caicoli. Gricenfor hat eine Fläche von 0,22 km². Trotz seiner zentralen Lage, gilt das gesamte Gebiet von Gricenfor als ländlich und nicht als urbaner Raum.
Im Suco befinden sich drei Aldeias. Bairo Formosa nimmt den gesamten Westen bis zu einem Wassergraben hin ein. Hier befindet sich im historischen Gebäude der Associação Comercial, Agrícola e Industrial de Timor (ACAIT) die Câmera de Comércio e Indústria de Timor-Leste (CCI-TL), die Zentralbank von Osttimor, der chinesische Guandi-Tempel und das Xanana Gusmão Sportzentrum, mit dem Kampo Demokrasia Dili. An der Rua de Bé Fonte steht das Centro de Saúde da Formosa mit seinem historischen Gebäude und der der Sitz der Partei Partido Trabalhista. An der Ecke Rua de Nu Laran und Rua de Bé Fonte befindet sich die Grundschule Nularan (die ehemalige Escola Primária Chinesa, Escola Cina).
Bairo dos Grilos liegt im Nordosten. Hier hat die Hilfsorganisation Timor Aid ihren Sitz an der Rua de Nu Laran, ebenso der Congresso Nacional da Reconstrução Timorense (CNRT). An der Rua 30 de Agosto hat die Fundação Oriente ihren Sitz.
Den Südosten bildet die Aldeia Bairo Central mit dem Liceu Paulo VI. (ehemals Colégio Paulo VI oder Colégio Sāo Paulo), das eine Prä-Sekundar- und eine Sekundarschule beherbergt. Die Fundasaun Mahein hat ihren Sitz an der Rua de Felicidade.
Die korrekte Schreibweise im Portugiesischen ist zwar Bairro (deutsch Stadtviertel), die offizielle Quelle gibt aber für die Aldeias die Schreibweise Bairo vor. Beide Formen finden sich jedoch in unterschiedlichen Karten und Quellen.

## Einwohner
In Gricenfor leben 651 Einwohner (2022), davon sind 320 Männer und 331 Frauen. Im Suco gibt es 121 Haushalte. Über 56 % der Einwohner geben Tetum Prasa als ihre Muttersprache an. Über 9 % sprechen Makasae, über 8 % Bunak, über 2 % Mambai, Minderheiten Fataluku, Galoli, Idaté, Tetum Terik, Rahesuk, Tokodede, Waimaha, Midiki, Kemak, Makalero, Nanaek oder Kairui.

## Geschichte

Das Centro de Saúde da Formosa in der Kolonialzeit

Bairo Formosa ist das alte, chinesische Viertel Dilis. Die chinesische Gemeinde war 1912 bereits gut organisiert. Es gab ein Vereinsgebäude, einen buddhistischen Tempel und eine eigene Schule. Clube Chum Fuk Tong Su, die erste chinesische Schule in der Kolonie, bot neben Unterricht in Chinesisch auch Englisch, Zoologie und Botanik an. 1926 wurde aus China eine Buddhastatue gebracht und im Chinesischen Tempel aufgestellt. Sie existiert noch heute. Unter den japanischen und indonesischen Besetzungen hatte die chinesische Bevölkerung besonders zu leiden, doch seit der Unabhängigkeit Osttimors sind viele Flüchtlinge wieder nach Dili zurückgekehrt.

## Politik
Bei den Wahlen von 2004/2005 wurde Alexandrino Chaves zum Chefe de Suco gewählt und 2009 in seinem Amt bestätigt. 2016 gewann Francisca S. D. J. D. Boavida.